# Yan Bin
Yan Bin, född 1869, död efter 1905, var en kinesisk feminist.
Hon studerade medicin vid Wasedauniversitetet i Japan, där hon engagerade sig i politik och var medlem av en förening för kvinnliga studenter från Kina. Hon blev berömd som feminist i Kina då hon skrev artiklar för kinesiska tidningar under namnen Lianshi och Lian från 1905. Hennes berömda feministiska manifest publicerades i Qiu Jins tidning Zhongguo xinnüjie zazhi. Hon stod där för tesen att ojämlikheten mellan könen i Kina var ett hinder för landets utveckling, och att denna jämlikhet inte var ursprungligen kinesisk utan att kvinnans ställning försämrats från hur den varit under antiken. Hon fördömde fotbindning, arrangerade äktenskap och tidiga äktenskap och förespråkade kärleksäktenskap och tillgång till utbildning och yrkesarbete för kvinnor. 